# 土師孝也
土師 孝也（はし たかや、1952年9月8日 - ）は、日本の俳優、声優、演出家。アプトプロ所属（提携業務）。アプトプロ付属養成所代表取締役社長。

## 略歴
3歳ぐらいから東京都新宿区荒木町に住んでいた。
当初は落語家になりたかったという。武蔵工業大学付属高等学校卒業。
劇団俳優座の芝居を見て「これは面白いな」と思い、俳優座の養成所に入所しようと電話をしたが、「もうないです」と言われてしまった。代わりに、卒業後に劇団俳優座に入団することができる桐朋学園芸術短期大学芸術科演劇専攻に入学したという。
以前は劇団青年座に所属していた。アントン・チェーホフ原作などの芝居をしていたところ違和感が強く「やだな、日本の芝居したいな」と思っていた。土師が青年座に入団する前の年に西田敏行が出演していた青年座の芝居の『三文オペラ』を観たところ面白く、「あっ、ここ行こう」と青年座へシフトチェンジしたという。

## 人物
声優養成所で講師を務めるなど、後進の育成にも力を注いでいる。アプトプロ付属養成所の代表取締役社長を務める。
特技はギター、歌。趣味は料理。過去にホテルで飲食関係のアルバイトをしており、厨房で料理を作っていたが、オーダーは2日に1回だったという。
洋画吹き替えでは、アラン・リックマンの吹き替えを担当している。土師によるリックマンの吹き替えは同業者からも評価が高く、「アラン・リックマンはもうこの声しか考えられない」と評されるほどに定着していた。また、『ロビン・フッド』は既に他の声優で吹き替えが行われていたものの、「あれはあれで最高なんですけど、スネイプ先生（土師）でも聞いてみたい」という当時のプロデューサーの想いから、テレビ東京ではリックマンに土師を迎えた新録版が作られることもあった。
土師はリックマンについて「彼はあまり表情を出さないで声音で表現する」と分析しつつ、そこを捉えてリックマンがやっている芝居の方を読み解きながら演じていると述べている。
土師自身、リックマンに愛着を感じており、リックマンの没後にBSジャパンにて放送された『大統領の執事の涙』の新録版で演じた際の打ち上げでは「私がアラン・リックマンを吹き替えるのもこれで最後かな…」と語り、周囲は思わず涙が出そうになったという。
なお、日本における「スネイプ先生の物真似」は原語版のリックマンの声ではなく、吹き替え版の土師の声を真似ているパターンが人気を集めることが多い。

## 出演
太字はメインキャラクター。

### テレビアニメ
1983年
- 銀河疾風サスライガー（スタッフ）
- 聖戦士ダンバイン（シュンカ、スコット）

1985年
- ダーティペア（ブライアン）
- 北斗の拳（1985年 - 1988年、トキ、アミバ） - 2シリーズ

1986年
- 宇宙船サジタリウス（アンガス）
- 機動戦士ガンダムΖΖ（ホワイト、ロイ、高官）
- 青春アニメ全集（近松）

1987年
- 機甲戦記ドラグナー（ホイットマン）
- 聖闘士星矢（1987年 - 1988年、アゴラ、邪悪な声）
- ついでにとんちんかん（ジョーンズ）

1988年
- いきなりダゴン（ストリープ）
- 闘将!!拉麵男（チャーシューメン、堅強）
- ミスター味っ子（1988年 - 1989年、大僧正、ロボコック）

1989年
- アイドル伝説えり子（田村雄介）
- 機動警察パトレイバー（黒崎）
- 魔神英雄伝ワタル（白龍）

1990年
- 楽しいムーミン一家（1990年 - 1991年、署長）

1991年
- 笑ゥせぇるすまん（律木守）
- まじかる☆タルるートくん（風熊五郎、ナレーション）

1992年
- クッキングパパ（山永）
- クレヨンしんちゃん（よしいうすと、ヤスオ、宇宙船の乗客、ビリー立花）
- 大草原の小さな天使 ブッシュベイビー（アーサー・ローズ）

1993年
- 剣勇伝説YAIBA（1993年 - 1994年、十兵衛）
- ドラえもん（夏目漱石）

1994年
- 覇王大系リューナイト（バレーナ）
- 美少女戦士セーラームーンS（1994年 - 1995年、アジモフ、腹話術師） - 1シリーズ + 特別編

1995年
- 愛天使伝説ウェディングピーチ（ソージ鬼）
- アニメ世界の童話（ガリバー）

1996年
- 地獄先生ぬ〜べ〜（麒麟）
- 天空のエスカフローネ（ユリゼン、レオン）
- 名探偵コナン（1996年 - 2023年、大村淳、郷司宗太郎、ミシェル・アングラード、大上祝善、花岡茂、磯上海蔵、設楽弦三朗、ジェイムズ・ブラック〈2代目〉）

1997年
- EAT-MAN（オリビス少佐）
- 手塚治虫の旧約聖書物語（サウル）
- ポケットモンスター（ムノー）
- MAZE☆爆熱時空（タナス）

1998年
- 星方武侠アウトロースター（ギリアム、ナレーション）
- センチメンタルジャーニー（ピアニスト）
- TRIGUN（保安官）
- MASTERキートン（滝田修二）

1999年
- カウボーイビバップ（テディ・ボマー）
- 週刊ストーリーランド（杉崎、ブラックマーケット1）
- 地球防衛企業ダイ・ガード（大河内社長）

2001年
- シャーマンキング（オロナ）
- 魔法戦士リウイ（アイドマン）

2002年
- ウミガメと少年（先生）
- 十二国記（塙王）
- はじめの一歩（新日本ジム会長）
- ポケットモンスター サイドストーリー（ムノー）

2003年
- GAD GUARD（ダブ）
- ガンパレード・マーチ 〜新たなる行軍歌〜（医師）
- DEAR BOYS（哀川の父）
- 鋼の錬金術師（マジハール）
- BPS バトルプログラマーシラセ（ナレーション、林教授）
- PEACE MAKER鐵（近藤勇）
- 人間交差点（相沢）
- 冒険遊記プラスターワールド（ドリューン）
- 無限戦記ポトリス（ダークポトリス）

2004年
- 頭文字D Fourth Stage（2004年 - 2005年、東堂塾長）
- 今日からマ王!（ボブ）
- ケロロ軍曹（2004年 - 2008年、象の太郎、宇宙凶悪犯アメバ）
- 攻殻機動隊 S.A.C. 2nd GIG（有須田）
- サムライチャンプルー（犬山）
- 蒼穹のファフナー Dead Aggressor（溝口恭介）

2005年
- エレメンタル ジェレイド（ナレーション）
- ギャラリーフェイク（ラストマン）
- CLUSTER EDGE（ラムスベック）
- 戦国英雄伝説 新釈 眞田十勇士 The Animation（大谷刑部少輔吉継）
- タイドライン・ブルー（グールド）
- MONSTER（トゥルンカ、コンラート）

2006年
- N・H・Kにようこそ!（峰岸業）
- 銀河鉄道物語 〜永遠への分岐点〜（シェリダン）
- ケモノヅメ（柿の木刃）
- シュヴァリエ 〜Le Chevalier D'Eon〜（フランシス・ダッシュウッド）
- 奏光のストレイン（ドリンコート）
- 天保異聞 妖奇士（跡部良弼）
- 西の善き魔女 Astraea Testament（ルアルゴー伯爵）
- 働きマン（観世徹）
- BLACK LAGOON（副社長）
- ポケットモンスター アドバンスジェネレーション（ムノー）
- まじめにふまじめ かいけつゾロリ（赤鬼）
- RAY THE ANIMATION（鉄蔵）

2007年
- 機動戦士ガンダム00（2007年 - 2008年、レイフ・エイフマン、王家の老執事）
- D.Gray-man（フロワ・ティエドール）
- ナイトウィザード The ANIMATION（おじさま）

2008年
- アリソンとリリア（役人、グラツ・アンスガー大尉）
- ゴルゴ13（2008年 - 2009年、ミドルトン、ザメック）
- 屍姫 シリーズ（2008年 - 2009年、忌逆） - 2シリーズ
- ドルアーガの塔 シリーズ（2008年 - 2009年、ギルガメス王） - 2シリーズ
- NARUTO -ナルト- 疾風伝（角都）
- 魍魎の匣（福来友吉）

2009年
- 蒼天航路（羅厳）

2010年
- 閃光のナイトレイド（建川美次）
- RAINBOW-二舎六房の七人-（佐々木義助）

2011年
- ギルティクラウン（ヤン少将）
- 日常（ドルフ）
- ひだまりスケッチ×SP（村長）
- ファイ・ブレイン 神のパズル（セバスチャン）
- ポケットモンスター ダイヤモンド&パール 特別編（ムノー）
- 未来日記（ジョン・バックス〈11th〉）
- ラストエグザイル-銀翼のファム-（サドリ）

2012年
- ダンボール戦機W（アラン・ウォーゼン）
- NARUTO -ナルト- SD ロック・リーの青春フルパワー忍伝（角都）
- ヨルムンガンド（陳国明）

2013年
- 銀魂 シリーズ（2013年 - 2015年、徳川定定） - 2シリーズ
- ビーストサーガ（ガイオーラ）
- まおゆう魔王勇者（軍闘貴族）

2014年
- 牙狼〈GARO〉-炎の刻印-（メンドーサ）
- 残響のテロル（青木宗太）
- 星刻の竜騎士（オズワルド・ロートレアモン）
- 団地ともお（佐賀）
- 忍たま乱太郎（2014年 - 2025年、木野小次郎竹高〈ドクタケ城主〉〈2代目〉）
- 信長協奏曲（遠藤直経）
- 棺姫のチャイカ（ロベルト・アバルト）
- ブレイク ブレイド（ロキス）
- まじっく快斗1412（ルシュファー）

2015年
- アルスラーン戦記（ホディール）
- うしおととら（ナレーション）
- 牙狼 -紅蓮ノ月-（道摩法師）
- 純潔のマリア（ケルヌンノス）
- 蒼穹のファフナー EXODUS（溝口恭介）
- ヤング ブラック・ジャック（馮二斉）
- ルパン三世 PART IV（リカルド・モンディーニ）

2016年
- ALL OUT!!（2016年 - 2017年、籠信吾）
- キズナイーバー（瑠々の父）
- 甲鉄城のカバネリ（四方川堅将）
- Dimension W（百合崎士堂）
- 美少女戦士セーラームーンCrystal Season III（師ファラオ90）
- ブレイブウィッチーズ（大沢義三郎）
- ONE PIECE（2016年 - 2023年、イヌアラシ公爵）

2017年
- 幼女戦記（ド・ルーゴ）
- 昭和元禄落語心中 -助六再び篇-（大親分）
- 鬼平（墓火の秀五郎）
- サクラダリセット（野良猫屋敷のお爺さん）
- ナイツ&マジック（クヌート・ディクスゴード）
- プリンセス・プリンシパル（ノルマンディー公）
- バチカン奇跡調査官（アトテラウス）
- 魔法陣グルグル（地の王オッポレ）
- 牙狼〈GARO〉-VANISHING LINE-（2017年 - 2018年、フェイロン）

2018年
- バジリスク 〜桜花忍法帖〜（成尋）
- オーバーロード シリーズ（2018年 - 2022年、フールーダ・パラダイン） - 3シリーズ
- されど罪人は竜と踊る（モルディーン・オージェス・ギュネイ）
- 宇宙戦艦ティラミス（ヴェンチュリー・ルロワ）
- 新幹線変形ロボ シンカリオン（2018年 - 2021年、大沼ソウヤ） - 2シリーズ
- 銀河英雄伝説 Die Neue These 邂逅（ゲルラッハ）
- HUGっと!プリキュア（2018年 - 2019年、ドクター・トラウム）
- ルパン三世 PART5（フレデリック）
- 天狼 Sirius the Jaeger（赤坂護）
- ゴールデンカムイ（犬童四郎助）
- 転生したらスライムだった件（2018年 - 2024年、ガゼル・ドワルゴ） - 4シリーズ
- 逆転裁判 〜その「真実」、異議あり!〜（アラン・シリンダー）
- レイトン ミステリー探偵社 〜カトリーのナゾトキファイル〜（レゴラー・バーニウス）

2019年
- Fairy gone フェアリーゴーン（シュヴァルツ・ディーゼ）
- かつて神だった獣たちへ（ジェラルド）
- 炎炎ノ消防隊（2019年 - 2025年、グスタフ本田） - 3シリーズ
- BEASTARS（2019年 - 2021年、シシ組ボス / 先代ボス） - 2シリーズ
- ゾイドワイルド ZERO（2019年 - 2020年、モーガン・ギャレット少将）
- バビロン（2019年 - 2020年、エドムンド・ジュリアーニ）

2020年
- 食戟のソーマ 豪ノ皿（時山兵五郎）
- THE GOD OF HIGH SCHOOL ゴッド・オブ・ハイスクール（ジョン・ジェサン）
- キングスレイド 意志を継ぐものたち（2020年 - 2021年、ベログランス2世）
- ドラゴンクエスト ダイの大冒険 (2020)（2020年 - 2022年、大魔王バーン）
- キミと僕の最後の戦場、あるいは世界が始まる聖戦（2020年 - 2025年、八大使徒A、八大使徒、八大使徒V） - 2シリーズ

2021年
- 回復術士のやり直し（プローム王）
- オルタンシア・サーガ（バルトハウザー・ドレッドノート）
- たとえばラストダンジョン前の村の少年が序盤の街で暮らすような物語（ソウ）
- 戦闘員、派遣します!（王様）
- 転生したらスライムだった件 転スラ日記（ガゼル）
- シャドーハウス（偉大なるおじい様）
- ゲッターロボ アーク（コーメイ）
- 遊☆戯☆王SEVENS（老人）
- 乙女ゲームの破滅フラグしかない悪役令嬢に転生してしまった…X（老紳士）
- SHAMAN KING（オロナ）
- 月とライカと吸血姫（スラヴァ・コローヴィン）
- 半妖の夜叉姫（朴仙翁）

2022年
- 平家物語（西光〈藤原師光〉）
- 天才王子の赤字国家再生術（シリジス）
- CUE!（舞台監督）
- 境界戦機（エドガー・フリーマン）
- ちみも（溜息教授）
- 悪役令嬢なのでラスボスを飼ってみました（ルドルフ・ローレン・ドートリシュ）
- 農民関連のスキルばっか上げてたら何故か強くなった。（邪龍ウロボロス）
- SPY×FAMILY（2022年 - 2023年、ドノバン・デズモンド） - 2シリーズ
- BLEACH 千年血戦篇（2022年 - 2023年、ロバート・アキュトロン） - 2シリーズ

2023年
- 最強陰陽師の異世界転生記（影）
- 贄姫と獣の王（先代王）
- 冒険大陸 アニアキングダム（金色クワガタ）
- Lv1魔王とワンルーム勇者（ヘイワード）
- EDENS ZERO（ネロ）
- でこぼこ魔女の親子事情（フェニックス）
- 帰還者の魔法は特別です（ボロミア・ナポール）
- 豚のレバーは加熱しろ（2023年 - 2024年、イーヴィス）

2024年
- 異修羅（2024年 - 2025年、ナレーション） - 2シリーズ
- 七つの大罪 黙示録の四騎士（長老）
- 結婚指輪物語（皇帝）
- かつて魔法少女と悪は敵対していた。（ベテルギウス）
- 魔王軍最強の魔術師は人間だった（カロッサ）
- 神之塔 -Tower of God- 工房戦（マドラコ）
- トリリオンゲーム（2024年 - 2025年、黒龍一真）
- アサティール2 未来の昔ばなし（ラーフェ）

2025年
- 天久鷹央の推理カルテ（碇正明）
- 外れスキル《木の実マスター》 〜スキルの実（食べたら死ぬ）を無限に食べられるようになった件について〜（モンテス伯爵）
- ずたぼろ令嬢は姉の元婚約者に溺愛される（アルフレッド）
- New PANTY & STOCKING with GARTERBELT（ストッキング）
- 強くてニューサーガ（レモナス）

### 劇場アニメ
1987年
- 勝利投手（星野仙一）

1988年
- 闘将!!拉麵男（チャーシューメン）

1989年
- 悪魔くん（スフィンクス）
- 魔女の宅急便（ケットの父）

1990年
- 本気!（風岡翔）

1992年
- せんぼんまつばら 川と生きる少年たち（浜沖紋衛門）
- 楽しいムーミン一家 ムーミン谷の彗星（署長）

1993年
- 蒼い記憶 満蒙開拓と少年たち（森先生）
- 銀河英雄伝説 新たなる戦いの序曲（エルネスト・メックリンガー）

1994年
- グスコーブドリの伝記（ペンネン）

2000年
- The AURORA 海のオーロラ（五島ハツヒコ）

2001年
- メトロポリス（リヨン）

2006年
- 劇場版 どうぶつの森（マスター）

2007年
- EX MACHINA（リヒャルト・ケスナー）
- ふるさと-JAPAN（アキラの父〈柳沢元治〉）

2008年
- HIGHLANDER ハイランダー 〜ディレクターズカット版〜（グレゴール）

2010年
- 蒼穹のファフナー HEAVEN AND EARTH（溝口恭介）
- ブレイク ブレイド（ロキス）

2011年
- マルドゥック・スクランブル 燃焼（アシュレイ・ハーヴェスト）

2012年
- 劇場版 NARUTO -ナルト- ロード・トゥ・ニンジャ（角都）
- ドラゴンエイジ -ブラッドメイジの聖戦-（ハイシーカー）
- マルドゥック・スクランブル 排気（アシュレイ・ハーヴェスト）

2013年
- 映画ドラえもん のび太のひみつ道具博物館（館長）
- キャプテンハーロック -SPACE PIRATE CAPTAIN HARLOCK-（元老）
- サカサマのパテマ（イザムラ）

2014年
- 劇場版 カードファイト!! ヴァンガード ネオンメサイア（威圧する根絶者 ヲクシズ）

2016年
- 名探偵コナン 純黒の悪夢（ジェイムズ・ブラック）
- ラストエグザイル-銀翼のファム- Over The Wishes（サドリ）

2017年
- 虐殺器官（院内総務）
- LUPIN THE IIIRD 血煙の石川五ェ門（ホーク）
- 宇宙戦艦ヤマト2202 愛の戦士たち（ロバート・レドラウズ）

2018年
- PEACE MAKER 鐵（近藤勇）
- アラーニェの虫籠（寺久保医師）
- 薄墨桜 -GARO-（菅原道真）

2019年
- 劇場版 幼女戦記（ピエール・ミシェル＝ド・ルーゴ）
- PSYCHO-PASS サイコパス Sinners of the System（高江洲嘉人）
- 劇場版 新幹線変形ロボ シンカリオン 未来からきた神速のALFA-X（大沼ソウヤ）

2021年
- プリンセス・プリンシパル Crown Handler（2021年 - 2023年、ノルマンディー公） - 3作品
- 名探偵コナン 緋色の弾丸（ジェイムズ・ブラック）

2023年
- 名探偵コナン 黒鉄の魚影（ジェイムズ・ブラック）
- 劇場版 PSYCHO-PASS サイコパス PROVIDENCE（矢吹省吾）

2024年
- 劇場版 忍たま乱太郎 ドクタケ忍者隊最強の軍師（木野小次郎竹高）

2025年
- LUPIN THE IIIRD THE MOVIE 不死身の血族（ホーク）

### OVA
1988年
- Crying フリーマン（花田竜二）
- ザナドゥ ドラゴンスレイヤー伝説（ドミール）

1989年
- 銀河英雄伝説（エルネスト・メックリンガー）

1990年
- Licca ふしぎな不思議なユーニア物語（パパ）

1991年
- 帝都物語（早川徳次）
- リカちゃん ふしぎな魔法のリング（パパ）

1992年
- Spirit of Wonder（ゴードン）
- ぷりんせすARMY ウェディング★COMBAT（愛田征一郎）
- 有閑倶楽部2 香港より愛をこめて
- リカちゃんの日曜日（パパ）

1993年
- お江戸はねむれない!（三浦屋主人）

1994年
- おいら宇宙の探鉱夫（野田教官）

1995年
- サンクチュアリ（渡海）
- ブラック・ジャック（アレックス・レイ〈ニコラス・アレフ〉）

1996年
- エンジェル伝説（校長）
- マスターモスキートン（Dr.ハップル）

1998年
- 支配者の黄昏 TWILIGHT OF THE DARK MASTER（熊沢警部）

2002年
- 戦闘妖精雪風（アンセル・ロンバート）

2003年
- 新・北斗の拳（老師）
- はじめの一歩 間柴vs木村 死刑執行（木村の父）

2004年
- 機動戦士ガンダム MS IGLOO -1年戦争秘録-（ジャン・リュック・デュバル）

2009年
- TO（クルツ）

2011年
- SUPERNATURAL: THE ANIMATION（ジョン・ウィンチェスター）

2013年
- アイアンマン：ライズ・オブ・テクノヴォア（オバディア・ステイン）

2014年
- 進撃の巨人 悔いなき選択（ニコラス・ロヴォフ） - 単行本第15巻DVD付き限定版

2019年
- 蒼穹のファフナー THE BEYOND（2019年 - 2021年、溝口恭介）

2021年
- Fate/Grand Carnival（ジェームズ・モリアーティ）

2023年
- 蒼穹のファフナー BEHIND THE LINE（溝口恭介）

### Webアニメ
2000年代
- Xenosaga II to III a missing year〜U.M.N.に封印されし真実の断片〜（2006年、グリモア・ヴェルム）
- 亡念のザムド（2008年、尖端島司令官）

2017年
- クレヨンしんちゃん外伝 家族連れ狼（魔牛乳苦斎）
- ポケモンジェネレーションズ（AZ）

2018年
- ソードガイ The Animation（的場数馬、謎の顔A、幹部A）

2020年
- ガンダムビルドダイバーズRe:RISE（クアドルン）

2021年
- スター・ウォーズ：ビジョンズ「The Elder」（タジン）
- 範馬刃牙（2021年 - 2023年、ゲリー・ストライダム） - 2シリーズ
- Pokémon Evolutions（フラダリ）

2023年
- Fate/Grand Order 藤丸立香はわからない（ジェームズ・モリアーティ）
- ケンガンアシュラ（王森正道）
- PLUTO（田鷲）
- 鬼武者（鬼火）

### ゲーム
1993年
- アネット再び（リヒテンライヒ）
- 機動警察パトレイバー 〜グリフォン篇（黒崎）

1995年
- 北斗の拳（トキ）

1998年
- 金田一少年の事件簿 星見島 悲しみの復讐鬼（剣持勇）

2000年
- 北斗の拳 世紀末救世主伝説（トキ）

2002年
- スター・ウォーズ ギャラクティック・バトルグラウンド（クワイ＝ガン・ジン）

2003年
- 十二国記 -紅蓮の標 黄塵の路-（塙王）

2004年
- JACKIN（ブラウン）

2005年
- 怪盗スライ・クーパー2（ラジャン）
- ドラッグオンドラグーン2 封印の紅、背徳の黒（オロー）
- 北斗の拳（トキ）

2006年
- エイジ オブ エンパイアIII（イワン雷帝）
- エースコンバット・ゼロ ザ・ベルカン・ウォー（デミトリ・ハインリッヒ）
- GENJI -神威奏乱-（源頼朝）

2007年
- アンチャーテッド エル・ドラドの秘宝（ガブリエル・ローマン）
- SDガンダム GGENERATION シリーズ（2007年 - 2025年、ジャン・リュック・デュバル、ジジル・ジジン） - 5作品

2008年
- 機動戦士ガンダム ギレンの野望 アクシズの脅威（ジャン・リュック・デュバル）

2009年
- しろくまベルスターズ♪（サー・アルフレッド・キング）
- NARUTO -ナルト- 疾風伝 ナルティメットアクセル3（角都）

2010年
- 機動戦士ガンダム エクストリームバーサス（2010年 - 2016年、ジャン・リュック・デュバル） - 4作品
- NARUTO -ナルト- 疾風伝 ナルティメットストーム2（角都）

2011年
- 機動戦士ガンダム 新ギレンの野望（ジャン・リュック・デュバル）
- NARUTO -ナルト- 疾風伝 ナルティメットインパクト（角都）

2012年
- しろくまベルスターズ♪ ハッピーホリデーズ!（サー・アルフレッド・キング）
- NARUTO -ナルト- 疾風伝 ナルティメットストームジェネレーション（角都）
- ブレイブリーデフォルト フライングフェアリー（アルジェント・ハインケル）
- 未来日記 13人目の日記所有者 RE:WRITE（ジョン・バックス）

2013年
- ティアーズ・トゥ・ティアラII 覇王の末裔（神聖皇帝アブラクサス、メタトロニウス）
- ドラえもん のび太のひみつ道具博物館（フィークス）
- NARUTO -ナルト- 疾風伝 ナルティメットストーム3（角都）
- ブレイブリーデフォルト フォーザ・シークウェル（アルジェント・ハインケル）

2014年
- KNACK（グンダハール）
- PSYCHOBREAK（マルセロ・ヒメネス）
- NARUTO -ナルト- 疾風伝 ナルティメットストームレボリューション（角都）
- METAL GEAR SOLID V: GROUND ZEROES（スカルフェイス）

2015年
- ウィッチャー3 ワイルドハント（エムヒル皇帝）
- オルタンシア・サーガ -蒼の騎士団-（2015年 - 2016年、バルトハウザー、トリム）
- GUILTY GEAR Xrd -REVELATOR-（スレイヤー）
- ジョジョの奇妙な冒険 アイズオブヘブン（ヴィヴィアーノ・ウエストウッド）
- ブレイブリーセカンド（アルジェント・ハインケル）
- METAL GEAR SOLID V THE PHANTOM PAIN（スカルフェイス）

2016年
- Code:Realize 〜祝福の未来〜（ダリウス・ゴードン）
- シノビナイトメア（クラマ）
- NARUTO -ナルト- 疾風伝 ナルティメットストーム4（角都）

2017年
- Code:Realize 〜白銀の奇跡〜（ダリウス・ゴードン）
- ZERO ESCAPE 9時間9人9の扉 善人シボウデス ダブルパック（一宮）
- Fate/Grand Order（2017年 - 2023年、新宿のアーチャー〈ジェームズ・モリアーティ〉） - 2作品
- アサシン クリード オリジンズ（ポンペイウス）
- ONE PIECE トレジャークルーズ（イヌアラシ）

2018年
- 銀魂乱舞（徳川定定）
- 機動戦士ガンダム エクストリームバーサス2（2018年 - 2025年、ジャン・リュック・デュバル） - 4作品
- ドラゴンズドグマ オンライン（白竜〈3代目〉）
- JUDGE EYES:死神の遺言（一ノ瀬薫）

2019年
- ラストイデア（ヴ・マ）
- SEKIRO: Shadows Die Twice（梟）
- 伝説対決 Arena of Valor（フロレンティーノ）
- ASTRAL CHAIN（ヨゼフ・カルヴァート）
- ドラゴンクエストXI 過ぎ去りし時を求めて S（魔竜ネドラ）
- スターリンク バトル・フォー・アトラス （グラックス）
- ドラゴンクエストライバルズ（バラモス）

2020年
- エンゲージソウルズ（ソウマ）
- 明治活劇 ハイカラ流星組 -成敗しませう、世直し稼業-（五世木正則）
- OCTOPATH TRAVELER 大陸の覇者

2021年
- モンスターハンターライズ（フゲン） - 2作品
- World of Demons - 百鬼魔道（酒呑童子）

2022年
- ゼノブレイド3（トライデン）
- たとえばラストダンジョン前の村の少年が序盤の街で暮らすような物語 〜ドタバタ英雄譚〜（ソウ）
- タクティクスオウガ リボーン（ウォーレン・ムーン）
- 機動戦士ガンダム 鉄血のオルフェンズG（ジジル・ジジン）
- 無期迷途（テッド）

2023年
- Starfield（ハンター）
- インフィニティ ストラッシュ ドラゴンクエスト ダイの大冒険（バーン）
- 機動戦士ガンダム アーセナルベース（ジャン・リュック・デュバル）

2024年
- 金色のガッシュベル!! 永遠の絆の仲間たち（グスタフ）
- ファイナルファンタジーVII リバース（ギ・ナタタク）
- GUILTY GEAR -STRIVE-（スレイヤー） - DLC追加キャラクター
- グランブルーファンタジー（バハノオトシゴ / 竜宮民）
- Wizardry Variants Daphne（ロワフォンデ）
- ドラゴンクエストIII そして伝説へ…（HD-2D版）（バラモス）

2026年
- MARVEL TOKON FIGHTING SOULS（ドクタードゥーム）

### ドラマCD
- ウワサの二人（青山正樹）
- アニメイトカセットコレクション鎧伝サムライトルーパー　そして、5人（遼の父）
- エレメンタル ジェレイド 同契 Re-No:2（ナレーション）
- 風の大陸 CDシネマ1 邂逅編 上（アウル・バカン）
- 神々の午睡（J・K・ミル博士）
- 気象精霊記 (2) 正しい台風の起こし方（コサミ爺）
- 機動戦士ガンダム00 CDドラマ・スペシャル アナザーストーリー Road to 2307（レイフ・エイフマン）
- 機動戦士ガンダムNT Blu-ray特典ドラマCD「獅子の帰還」（ローナン・マーセナス[129]）
- それゆけ!宇宙戦艦ヤマモト・ヨーコ Action-2（ジンダーク）
- BASTARD!! -暗黒の破壊神- 外伝 巻之一、巻之三（サムライ・ミフネ）
- 不帰の迷宮（ゲームマスター）
- ポーの一族 ドラマCD 第4巻（マーシャル）
- ポーの一族 エドガーとアラン篇（ジョン・オービン[130]）
- 勇者様のお師匠様（ザウナス[131]）※小説第3巻サウンドドラマDL特典

### 吹き替え

#### 担当俳優
アラン・リックマン
- アイ・イン・ザ・スカイ 世界一安全な戦場（フランク・ベンソン中将）
- アリス・イン・ワンダーランド（芋虫〈アブソレム〉）※劇場公開版
  - アリス・イン・ワンダーランド/時間の旅

- 大統領の執事の涙（ロナルド・レーガン）※BSジャパン版
- ダイ・ハード（ハンス・グルーバー）※テレビ朝日版追加録音部分
- ハリー・ポッターシリーズ（セブルス・スネイプ）
  - ハリー・ポッターと賢者の石
  - ハリー・ポッターと秘密の部屋
  - ハリー・ポッターとアズカバンの囚人
  - ハリー・ポッターと炎のゴブレット
  - ハリー・ポッターと不死鳥の騎士団
  - ハリー・ポッターと謎のプリンス
  - ハリー・ポッターと死の秘宝 PART1
  - ハリー・ポッターと死の秘宝 PART2

- モネ・ゲーム（ライオネル・シャバンダー）
- ロビン・フッド（ノッティンガム公）※テレビ東京版

アレック・ボールドウィン
- ガーディアンズ 伝説の勇者たち（ノース）
- ディック&ジェーン 復讐は最高!（ジャック・マカリスター）
- ブルージャスミン（ハル・フランシス）

キアラン・ハインズ
- ウィッチマウンテン/地図から消された山（ヘンリー・バーク）
- エリザベス∞エクスペリメント（ヘンリー）
- 第一容疑者3 朽ちた野望（エドワード・パーカー＝ジョーンズ）
- ファースト・マン（ボブ・ギルルース）
- ベルファスト（ポップ）
- ROME［ローマ］（ガイウス・ユリウス・カエサル）
- ロスト・エリア -真実と幻の出逢う森-（ネッド）

J・K・シモンズ
- JUNO/ジュノ（マック）
- 天空の旅人（フランクリン・ヨーク）
- マイレージ、マイライフ（ボブ）

ジェフ・ダニエルズ
- イカとクジラ（バーナード・バークマン）
- 消されたヘッドライン（ジョージ・ファーガス）
- ダイバージェントFINAL（デイビッド）
- LOOPER/ルーパー（エイブ）

ジェフ・ブリッジス
- マーベル・シネマティック・ユニバース（オバディア・“オビー”・ステイン / アイアンモンガー）
  - アイアンマン※劇場公開版
  - スパイダーマン:ファー・フロム・ホーム ※アーカイブ映像

- ヤギと男と男と壁と（ビル・ジャンゴ）

ジェフリー・ディーン・モーガン
- ウォッチメン（エドワード・ブレイク / コメディアン）
- クーリエ タイムリミット60HOURS（クーリエ）
- スーパーナチュラル（ジョン・ウィンチェスター）

ジョン・マルコヴィッチ
- ジャンヌ・ダルク（シャルル7世）※ソフト版
- ノックアラウンド・ガイズ（テディ・デザーヴ）
- リバティーン（チャールズ2世）

デニス・ヘイスバート
- さようなら、コダクローム（ラリー）
- ジャーヘッド（リンカーン少佐）
- ため息つかせて（ケネス・ドーキンス）
- ネイキッド（レジナルド・スウォープ）

#### 映画（吹き替え）
- 愛の神、エロス（パール医師〈アラン・アーキン〉）
- 愛のめぐりあい（カルロ〈ジャン・レノ〉）
- アウト・オブ・タイム（ピーターソン〈キム・コーツ〉）※テレビ東京版
- 悪魔のくちづけ（トーマス・スミザース〈ピート・ポスルスウェイト〉）
- アトランティスのこころ（ボビー・ガーフィールド〈デヴィッド・モース〉）
- あなたは私の婿になる（ジョー・パクストン〈クレイグ・T・ネルソン〉）
- アナライズ・ミー（プリモ〈チャズ・パルミンテリ〉）※ソフト版
- アルテミシア（アゴスティーノ〈ミキ・マノイロヴィッチ〉）
- アンナと王様（アラク将軍）※テレビ東京版
- イヴの総て（アディソン〈ジョージ・サンダース〉）※PDDVD版
- 今そこにある危機（リッター〈ヘンリー・ツェニー〉）※テレビ朝日版
- イン&アウト（ピーター・マロイ〈トム・セレック〉）
- イングリッシュ・ペイシェント（マドックス）※ソフト版
- ヴァン・ヘルシング（ドラキュラ伯爵〈リチャード・ロクスバーグ〉）※テレビ朝日版
- ウェディング・バトル アウトな男たち（ネッド〈ブライアン・クランストン〉）
- ヴェロシティ・ラン
- ウォール・オブ・アッティカ/史上最大の刑務所暴動（ジャマールX〈サミュエル・L・ジャクソン〉）
- 海の上のピアニスト（ジェリー・ロール・モートン〈クラレンス・ウィリアムズ3世〉）※ソフト版
- エイセス/大空の誓い（ライヒマン〈ホルスト・ブッフホルツ〉）※フジテレビ版
- エイリアン2 完全版（アル・アポーン軍曹〈アル・マシューズ〉）
- エクスペンダブルズ3 ワールドミッション（ボナパルト〈ケルシー・グラマー〉[137]）
- エグゼクティブ・デシジョン（マヴロス上院議員〈J・T・ウォルシュ〉）※テレビ朝日版
- エントラップメント（アーロン・ティボドー〈ヴィング・レイムス〉）※テレビ東京版
- カサブランカ（ヴィクター・ラズロ〈ポール・ヘンリード〉）※テレビ東京版
- 華麗なる陰謀（サル・ナフタリ〈ボブ・ガントン〉）
- キム・ポッシブル（バーキン先生）
- キャッチ・ミー・イフ・ユー・キャン（フランクの父〈クリストファー・ウォーケン〉）
- クイック&デッド（コート〈ラッセル・クロウ〉）※ソフト版
- 蜘蛛女（ジャックの代理人〈ロン・パールマン〉）※ソフト版
- クリスマス・マジック プレゼントはお天気マシーン（スティーヴ・トンプソン）
- クリフハンガー（エリック・クウェイラン〈ジョン・リスゴー〉）※BSジャパン版
- クレオパトラ（プトレマイオス13世）※日本テレビ版
- 刑事マディガン（ロッコ・ボナーロ〈ハリー・ガーディノ〉）※ソフト版
- ゴースト・ブラザー/天国から来たヒーロー（バーニー〈ポール・ベン＝ヴィクター〉）
- ゴーストマンション（デレク・マルロイ〈ボー・ブリッジス〉）
- コーラス（ラシャン校長〈フランソワ・ベルレアン〉）
- 恋する宇宙（ハーラン〈フランキー・フェイソン〉）
- 孔子の教え（孔子〈チョウ・ユンファ〉）
- 凍える夜に、盲目の殺し屋トポ（トポ〈ブライアン・クランストン〉）
- ゴジラ キング・オブ・モンスターズ（アラン・ジョナ〈チャールズ・ダンス〉[138]）
- コレリ大尉のマンドリン（ウェーバー大尉〈デヴィッド・モリッシー〉）
- ザ・ウォッチャー（ホリス・マッキー〈クリス・エリス〉）※テレビ東京版
- ザ・コア（サージ・レベック〈チェッキー・カリョ〉）※ソフト版
- 砂塵（ボリス・スタヴローギン〈ミシャ・オウア〉）※ソフト版
- サハラ 死の砂漠を脱出せよ（カール〈デルロイ・リンドー〉）※テレビ東京版
- ザ・ファイブ・ブラッズ（デローシュ〈ジャン・レノ〉）
- 幸せのポートレート（ケリー・ストーン〈クレイグ・T・ネルソン〉）
- シェーン（ルーフ・ライカー〈エミール・メイヤー〉）※スター・チャンネル版
- ジェイソン・ボーン（ロバート・デューイCIA長官〈トミー・リー・ジョーンズ〉）※ソフト版
- ジェイド（マット・ギャヴィン〈チャズ・パルミンテリ〉）
- JFK（リー・バウアーズ〈プルイット・テイラー・ヴィンス〉、偽オズワルド〈フランク・ホエーリー〉）※ソフト版
- シティーハンター THE MOVIE 史上最香のミッション（ドミニク・ルテリエ / ブラックハンド〈ディディエ・ブルドン〉[139]）
- シャーロック・ホームズ（モリアーティ教授）※劇場公開版
- ジャスティス・リーグ:ザック・スナイダーカット（ダークサイド〈レイ・ポーター〉[140]）
- ジャック・メスリーヌ フランスで社会の敵No.1と呼ばれた男 Part1 ノワール編（ギド〈ジェラール・ドパルデュー〉）
- Shall We Dance?（ディバイン〈リチャード・ジェンキンス〉）※日本テレビ版
- 消滅水域（ジョー〈ロバート・フォスター〉）
- ジョンQ -最後の決断-（レイモンド〈ジェームズ・ウッズ〉）※日本テレビ版
- 新・霊幻道士 風水捜査篇（ファン〈ラム・チェンイン〉）
- ステップフォード・ワイフ（マイク〈クリストファー・ウォーケン〉）
- ステルス（ディック・マーシュフィールド大佐〈ジョー・モートン〉[141]）
- スペースバンパイア（バコフスキー所長）※テレビ朝日新録版
- 生存者（ベッカー）
- セルラー（ジャック・タナー〈ノア・エメリッヒ〉）※テレビ朝日版
- 戦争のはらわたII（ホフマン将軍〈クルト・ユルゲンス〉[142]）
- 宋家の三姉妹（孔祥熙〈ニウ・チェンホワ〉）
- ゾンビ・ホスピタル（ジアネッティ〈ピーター・ストーメア〉）
- ターミネーター3（ロバート・ブリュースター〈デヴィッド・アンドリュース〉）※劇場公開版
- タイタニック（ブルース・イスメイ〈ジョナサン・ハイド〉）※ソフト版
- タイタンの戦い（ハデス〈レイフ・ファインズ〉）※劇場公開版
- タイタンの逆襲（ハデス〈レイフ・ファインズ〉）
- 多重人格ストリッパー フランキー&アリス（オズ〈ステラン・スカルスガルド〉）
- 奪還2.0（バーク〈ビル・ゴールドバーグ〉）
- チェ 39歳 別れの手紙（レネ・バリエントス〈ジョアキム・デ・アルメイダ〉）
- チェイシング・リバティ（大統領〈マーク・ハーモン〉）
- チップス先生さようなら（ロールストン〈パトリック・マラハイド〉）
- チャーリーズ・エンジェル（ロジャー・コーウィン〈ティム・カリー〉）※ソフト版
- チャトズ・ランド（ブラディ・ローガン）
- デイ・アフター・トゥモロー（フランク〈ジェイ・O・サンダース〉）※ソフト版
- デッド・ノート（シックス〈リアム・カニンガム〉）
- デビルズ・バックボーン（カサレス）
- 天使の贈りもの（ヘンリー・ビッグス〈コートニー・B・ヴァンス〉）
- ドゥ・ザ・ライト・シング（サル〈ダニー・アイエロ〉）
- 遠い国（ギャノン〈ジョン・マッキンタイア〉）※ソフト版
- ドクター・ドリトル2（ジョゼフ・ポッター〈ジェフリー・ジョーンズ〉）※テレビ東京版
- トップガン（ジェスター〈マイケル・アイアンサイド〉）※テレビ東京版
- ドミノ（クレアモント・ウィリアムズ3世〈デルロイ・リンドー〉）
- ドラゴン・タトゥーの女（マルティン・ヴァンゲル〈ステラン・スカルスガルド〉）
- トリスタンとイゾルデ（ドナカー〈デヴィッド・オハラ〉）
- 9デイズ（アドリク・ヴァス〈ピーター・ストーメア〉）※テレビ朝日版
- 肉（フランク・パーカー〈ビル・セイジ〉）
- ニューヨーク 冬物語（パーリー・ソームズ〈ラッセル・クロウ〉）
- ネバー・セイ・ダイ（アマー・カミール〈ヴィンセント・リーガン〉）
- ハード・ウェイ（グレイニー刑事〈ジョン・カポダイス〉）※フジテレビ版
- ハード・ブレット 仁義なき銃弾（ルイス・スタイン〈テッド・レヴィン〉）
- 伯爵夫人（オグデン・ミアーズ〈マーロン・ブランド〉）※ソフト版
- バスケットボール・ダイアリーズ（スウィフティ〈ブルーノ・カービー〉）
- ハッカビーズ（ベルナルド〈ダスティン・ホフマン〉）
- バックラッシュ（モーリス・デュポン〈ロン・シルヴァー〉）
- パッション・プレイ（ネイト・プール〈ミッキー・ローク〉）
- パパとマチルダ（ブライス）
- ハムナプトラ2/黄金のピラミッド（館長ハフェズ〈アラン・アームストロング〉）※テレビ朝日版
- パリ警視J（フランシス・ピエロン〈チェッキー・カリョ〉、男2、マルク、警官1）
- ハンテッド（テッド・チェノウィズ〈ジョン・フィン〉）※テレビ東京版
- ハンバーガー・ヒル（マーティン・ビーンストック）
- ヒストリー・オブ・バイオレンス（カール・フォガティ〈エド・ハリス〉）
- ビッグ・ウェンズデー（リロイ・スミス〈ゲイリー・ビジー〉）
- ビッグ・ボーイズ しあわせの鳥を探して（ステュー・プライスラー〈スティーヴ・マーティン〉）
- 必殺処刑人（セドリック・マンロー〈レニー・ジェームズ〉）
- ヒトラー 〜最期の12日間〜（エルンスト＝ギュンター・シェンク〈クリスチャン・ベルケル〉）
- ビバリーヒルズ・コップ3（オーリン・サンダーソン〈ジョン・サクソン〉）※テレビ朝日版
- 秘密と嘘（モーリス〈ティモシー・スポール〉）
- 秘密のかけら（ヴィンス・コリンズ〈コリン・ファース〉）
- 百一夜（マルチェロ・マストロヤンニ）
- 百万長者の初恋（園長、校長）
- ファーゴ（ノーム・ガンダーソン〈ジョン・キャロル・リンチ〉）※ソフト版
- ファースト・スピード（ダリル・カーツ〈フレッド・ウォード〉）
- ファイナル・デッドブリッジ（ウィリアム・ブラッドワース〈トニー・トッド〉）
- ファム・ファタール（ワッツ〈ピーター・コヨーテ〉）※ソフト版
- ファンタスティック・フォー（フランクリン・ストーム博士〈レグ・E・キャシー〉）
- フォエバー・フレンズ（マイケル・エセックス〈ジェームズ・リード〉）※Disney+版
- フライト・オブ・フェニックス（リドリー〈スコット・マイケル・キャンベル〉）
- フラッシュフラッド（ウォーカー〈ブルース・ボックスライトナー〉）
- フラットライナーズ（ネルソン・ライト〈キーファー・サザーランド〉）※日本テレビ版
- フランケンシュタイン（ウォルトン船長〈ドナルド・サザーランド〉）
- ブリタニック（ドクター・ベイカー〈ブルース・ペイン〉）
- プリティ・イン・ニューヨーク（ブレイディ〈ウィリアム・ボールドウィン〉）※ソフト版
- ベイブ/都会へ行く（ナレーション〈ロスコー・リー・ブラウン〉）※日本テレビ版
- ペインキラー・ジェーン（イアン・ワッツ大佐〈リチャード・ラウンドトゥリー〉）
- ヘルレイザー リターン・オブ・ナイトメア（ピンヘッド〈ダグ・ブラッドレイ〉）
- 抱擁のかけら（マテオ・ブランコ / ハリー・ケイン〈ルイス・オマール〉）
- ホスピタル・アンダー・シージ（ナジブ）
- ホット・ファズ -俺たちスーパーポリスメン!-（サイモン・スキナー〈ティモシー・ダルトン〉）
- ホッファ/JFKが最も恐れた男（ジミー・ホッファ〈ジャック・ニコルソン〉）
- ホビット 思いがけない冒険（大ゴブリン〈バリー・ハンフリーズ〉）
- ボン・ヴォヤージュ 運命の36時間（ジャン＝エチエンヌ・ボーフォール〈ジェラール・ドパルデュー〉）
- マイケル（ヒューイ・ドリスコル〈ロバート・パストレリ〉）
- マイライフ・アズ・ア・ドッグ（グンネル叔父さん）
- ママのフィアンセ/結婚に異議あり!（ジャック・スタージェス〈チェビー・チェイス〉）
- ミスターフロスト（レイモンド・ラインハルト教授）
- ミステリー・メン（カサノバ・フランケンシュタイン〈ジェフリー・ラッシュ〉）
- 息子の部屋（ジョヴァンニ〈ナンニ・モレッティ〉）
- めまい（検視官〈ヘンリー・ジョーンズ〉）※BD版
- モールス（刑事〈イライアス・コティーズ〉）
- 野獣教師（ジョナサン・シェイル〈トム・ベレンジャー〉）※VHS版
- Uターン（ポッター保安官〈パワーズ・ブース〉）
- 夢見る頃を過ぎても（マックス〈ダン・エイクロイド〉）
- ライド・アロング〜相棒見習い〜（ブルックス警部補〈ブルース・マッギル〉）
- ラベジャー（クーパー・ウェイン〈ブルース・ペイン〉）
- リトル・チルドレン（ナレーション）
- レジェンド・オブ・ゾロ（ジェイコブ・マクギブンス〈ニック・チンランド〉）※日本テレビ版
- レフト -恐怖物件-（店員〈コリン・ブルメノー〉）
- レボリューショナリー・ロード/燃え尽きるまで（バート・ポラック〈ジェイ・O・サンダース〉）
- ロール・バウンス（カーティス・スミス〈シャイ・マクブライド〉）

#### ドラマ
- アガサ・クリスティー ミス・マープル
  - パディントン発4時50分（アルフレッド・クラッケンソープ〈ベン・ダニエルズ〉）
  - 動く指（オーウェン・グリフィス医師〈ショーン・パートウィー〉）
  - 鏡は横にひび割れて（ヒューイット警部〈ヒュー・ボネヴィル〉）
- ER緊急救命室（チャック・マーチン〈ドナル・ローグ〉）
- NCIS: ニューオーリンズ シーズン3 #20（リチャード・マリノ〈ジェレミー・ラッチフォード〉）
- NCIS 〜ネイビー犯罪捜査班（アンソニー・ディノッゾ・シニア〈ロバート・ワグナー〉）（シーズン11まで）
  - シーズン2 #16（ベンジャミン・キング〈コンラッド・ロバーツ〉）
- 奥さまは首相 〜ミセス・プリチャードの挑戦〜（クリッチー）
- カウボーイビバップ（テディ・ボマー[143]）
- カシミアマフィア
- ガリバー旅行記（レミュエル・ガリバー〈テッド・ダンソン〉）
- 刑事ナッシュ・ブリッジス シーズン2 #21（フランキー・ドワイヤー）
- 刑事マルティン・ベック ストックホルム・マラソン（イプシロン〈トーマス・アンダース〉）
- 刑事モース〜オックスフォード事件簿〜（フレッド・サーズデイ警部補〈ロジャー・アラム〉）
- コールドケース3（サイ）
- 項羽と劉邦 King's War（項梁〈ジュー・イェンピン〉）
- ザ・キャプチャー 歪められた真実（フランク・ネイピア〈ロン・パールマン〉[144]）
- 殺人の足跡 マーダーランド（ダグラス・ヘイン〈ロビー・コルトレーン〉）
- ザ・プリテンダー 仮面の逃亡者 シーズン1 #1（トレーダー〈スティーヴン・トボロウスキー〉）
- サブリナ（スチュワート・クラークソン〈ブライアン・クランストン〉）
- ザ・ミッシング〜囚われた少女〜（英語版）（エイドリアン・ストーン准将〈ロジャー・アラム〉）
- 三国志演義（壮年期の馬岱）※NHK-BS2版
- CSI:12 科学捜査班（マーク・ガブリエル〈タイタス・ウェリヴァー〉）
- CSI:ニューヨーク6 #15（ドワイト・バーナード〈ケヴィン・キルナー〉）
- G-SAVIOUR（ジャック・ヘイル中佐）
- シカゴ・ホープ（ジャック・マクニール医師〈マーク・ハーモン〉）
- 宿敵 因縁のハットフィールド&マッコイ（ウォール〈パワーズ・ブース〉）
- 情熱のシーラ（ゴンサーロ）
- ステート・オブ・プレイ〜陰謀の構図〜（ベル警部〈フィリップ・グレニスター〉）
- 太陽を抱く月（ヘガク道士）
- CHUCK/チャック（アレックス・ボルコフ〈ティモシー・ダルトン〉）
- デスパレートな妻たち（カルロス・ソリス〈リカルド・アントニオ・チャビラ〉）
- 24:レガシー（ジョン・ドノヴァン〈ジミー・スミッツ〉）
- バーン・ノーティス 元スパイの逆襲（タイラー・ブレネン〈ジェイ・カーンズ〉）
- フリッパー シーズン1 #9（スコット・ブロンデル）
- フロム・ジ・アース/人類、月に立つ（ディーク・スレイトン〈ニック・サーシー〉）※NHK版
- HEY!レイモンド（ロバート〈ブラッド・ギャレット〉）
- BONES　シーズン11 ＃17（ウォーカー警護官〈マイケル・ガストン〉）
- 冒険野郎マクガイバー シーズン2 #2（マイケル・シモンズ）
- ホワイトカラー シーズン3 #4（フランク・デ・ルーカ・ジュニア）
- ミスター・メルセデス（ビル・ホッジス〈ブレンダン・グリーソン〉）
- ミステリー・グースバンプス（マスク・ミュータント〈スコット・ウィックウェア〉※話14数-話15数）
- 名探偵モンク
  - シーズン2 #9（スチュワート・バブコック）
  - シーズン6（ジェイク〈ブラッド・ギャレット〉）
- ロボコップ（チップ・チェイキン〈ジョン・ルービンスタイン〉）※ソフト版
- 私はラブ・リーガル #4（ウォレス・ハフト〈ディードリック・ベーダー〉）
- わんぱくフリッパー シーズン1 #25（エド・ベルデン）※VHS版

#### アニメ
- ATOM（ストーン大統領）
- 犬ヶ島（ゴンドー[145]）
- スター・ウォーズシリーズ（ダース・ベイダー）
  - LEGO スター・ウォーズ:ヨーダ・クロニクル（ナレーター、クワイ＝ガン・ジン 他）
  - LEGO スター・ウォーズ:ドロイド・テイルズ（ナレーター、クワイ＝ガン・ジン 他）
  - LEGO スター・ウォーズ/フリーメーカーの冒険
  - LEGO スター・ウォーズ/ホリデー・スペシャル
  - スター・ウォーズ: ビジョンズ（タジン）
  - LEGO スター・ウォーズ/恐怖のハロウィーン
  - LEGO スター・ウォーズ/サマー・バケーション
  - LEGO スター・ウォーズ/リビルド・ザ・ギャラクシー
- ティム・バートンのコープスブライド（フィニス・エヴァーグロット）
- ティンカー・ベルと月の石（フェアリー・ゲイリー）
- トムとジェリー ジャックと豆の木（オデル）
- バットマン:ブレイブ&ボールド（ジャービス・コード）
- ピクシー・ホロウ・ゲームズ 妖精たちの祭典（フェアリー・ゲイリー）
- ブルー2 トロピカル・アドベンチャー（エドゥアルド）
- フィニアスとファーブ（ダース・ベイダー）
- ホワット・イフ...?（オバディア・ステイン）
- ヨセフ物語 〜夢の力〜（ポティファル）
- リトルプリンス 星の王子さまと私（ビジネスマン）
- 百妖譜（張 / 騰根[146]）

### テレビドラマ
- 白い滑走路 第8話「生と死」（1974年、TBSテレビ） - 学生ヒッピー ※「土師孝哉」名義
- 新・座頭市 第3シリーズ 25話「虹の旅」（1979年、フジテレビ）
- 中学生日記
- プロゴルファー祈子
- 特捜最前線 第117話（1979年、テレビ朝日）
- 大河ドラマ
  - 獅子の時代（1980年） - 脱走する会津兵
  - 葵 徳川三代（2000年） - 大久保忠益 役
- スケバン刑事II 少女鉄仮面伝説 第28話（1986年） - 下村教授 役
- 武蔵坊弁慶（1986年） - 家人
- 西田敏行の泣いてたまるか 第10話（1986年）
- 浅見光彦ミステリー3 佐渡伝説殺人事件（1988年）
- 勝海舟 - 成瀬善四郎（1990年）
- 銀狼怪奇ファイル（1996年） - 医師
- ふぞろいの林檎たちIV（1997年） - 栗田弁護士 役
- 北アルプス山岳救助隊・紫門一鬼3「北アルプス雪山殺人迷路」（2002年） - 河津康雄 役
- ほんとにあった怖い話「先見の少女」（2005年） - 医師

### テレビ番組
- マジカル頭脳パワー!! / マジカルミステリー劇場 「殺しでドン」（1992年、NTV） - 陣内真

### 映画
- 植村直己物語（1986年） - 松浦

### 舞台
- 劇団青年座舞台全般
- ハムレット - マーセラス
- ブンナよ木からおりてこい

### 特撮
- 宇宙刑事シャリバン 第28話（1983年9月16日） - 野村洋一
- スーパー戦隊シリーズ
  - 超電子バイオマン（1984年 - 1985年） - 若き日の蔭山秀夫
  - 特命戦隊ゴーバスターズVS海賊戦隊ゴーカイジャー THE MOVIE（2013年1月19日） - バッカス・ギルの声[147]
- 巨獣特捜ジャスピオン 第11話（1985年6月14日）
- 東映不思議コメディーシリーズ
  - 勝手に!カミタマン 第40話（1986年1月12日） - 洋子の父
  - 美少女仮面ポワトリン 第3話（1990年1月21日） - 天才開発塾講師
- 仮面ライダーシリーズ
  - 仮面ライダーBLACK 第1話（1987年10月4日） - 南教授
  - 仮面ライダーゴースト 伝説!ライダーの魂!（2016年） - シバルバの声[148]
- ULTRASEVEN X 第9話（2007年11月30日）

### パチンコ・パチスロ
- サミー：「北斗の拳」「北斗の拳SE（スペシャルエディション）」（パチスロ。アミバ、トキ）
- サミー：「CR北斗の拳 伝承」「CR北斗の拳 強敵（とも）」（パチンコ。アミバ、トキ）

### その他コンテンツ
- 真言宗豊山派東五仏教布教センター・十二のお話（朗読 他）
- 特茶 CM（ダース・ベイダー）
- 東京ディズニーシー ストームライダー（キャプテン・スコット）
- ディズニー・プログラミング学習教材「テクノロジア魔法学校」（ラプラス[149]）
- Fate/Grand Order×リアル脱出ゲーム「謎特異点II ピラミッドからの脱出」（2019年、ジェームズ・モリアーティ[150]）
- 千年狐 〜干宝「捜神記」より〜 ボイスコミック（2022年、華表[151]）
- AURA BATTLER DUNBINE SIDE L（2024年、シュンカ・ザマ[152]）

### シリーズ一覧
1. ↑  第1期（1985年 - 1987年）、第2期『2』（1988年）
2. ↑  『SuperS スペシャル！』（1995年4月8日）
3. ↑  第1期『屍姫 赫』（2008年）、第2期『屍姫 玄』（2009年）
4. ↑  第1期『〜the Aegis of URUK〜』（2008年）、第2期『〜the Sword of URUK〜』（2009年）
5. ↑  第2期延長戦『銀魂’延長戦』（2013年）、第3期『銀魂ﾟ』（2015年）
6. ↑  第2期『II』（2018年）、第3期『III』（2018年）、第4期『IV』（2022年）
7. ↑  第1期（2018年）、第2期『新幹線変形ロボ シンカリオンZ』（2021年）
8. ↑  第1期（2018年 - 2019年）、第2期第1部（2021年）、第2期第2部（2021年）、第3期（2024年）
9. ↑  第1期（2019年）、第2期『弐ノ章』（2020年）、第3期『参ノ章』第1クール（2025年）
10. ↑  第1期（2019年）、第2期（2021年）
11. ↑  Season I（2020年）、Season II（2024年 - 2025年）
12. ↑  Season 1:第2クール（2022年）、Season 2（2023年）
13. ↑  第1クール（2022年）、第2クール『-訣別譚-』（2023年）
14. ↑  第1期（2024年）、第2期（2025年）
15. ↑  第1章[89]（2021年）、第2章[90]（2021年）、第3章[91]（2023年）
16. ↑  『SPIRITS』（2007年）、『OVER WORLD』（2012年）、『GENESIS』（2016年）、『CROSSRAYS』（2019年）、『ETERNAL』（2025年）
17. ↑  『エクストリームバーサス』（2010年）、『フルブースト』（2012年）、『マキシブースト』（2014年）、『マキシブースト ON』（2016年）
18. ↑  『Grand Order』（2017年 - 2023年）、『Arcade』（2022年）
19. ↑  『エクストリームバーサス2』（2018年）、『クロスブースト』（2021年）、『オーバーブースト』（2023年）、『インフィニットブースト』（2025年）
20. ↑  『モンスターハンターライズ』（2021年）、『モンスターハンターライズ:サンブレイク』（2022年）